# ポール・ムニ
ポール・ムニ（Paul Muni, 1895年9月22日 - 1967年8月25日）は、アメリカ合衆国の俳優。マーロン・ブランドが最も尊敬した俳優と言われている。

## 略歴
オーストリア＝ハンガリー帝国・ガリツィアのルヴフ（現在はウクライナ領リヴィウ）でユダヤ系の家庭にメシレム・マイエル・ヴァイゼンフロイント（Meshilem Meier Weisenfreund）として生まれる。彼が7歳の時に家族でアメリカに移住した。両親はイディッシュ演劇に出演する俳優であり、彼も12歳の時からイディッシュ語舞台に立っていた。29歳でブロードウェイに進出、英語での舞台に立つようになる。1929年にFOXと契約、出演した『The Valiant』でアカデミー賞にノミネートされる。その後企画への不満などからブロードウェイに戻るが、1932年にハワード・ホークス監督たっての希望で同監督のギャング映画『暗黒街の顔役』に主演、凄みの利いた演技で一躍スターダムにのし上がる。同年ワーナー・ブラザースと契約し、1936年の『科学者の道』でアカデミー主演男優賞を受賞。彼はこの作品でヴェネツィア国際映画祭の男優賞も獲得している。その後舞台と映画の両方で活躍、1956年にはトニー賞を受賞。1959年の『The Last Angry Man』で5度目のアカデミー賞ノミネートの後、引退した。

## 人物
生涯に出演した映画作品は僅か25本に過ぎないにもかかわらず、アカデミー賞だけでも5回ノミネートされているのは特筆に値する。これは彼の演技に対する真摯な姿勢と、細心の注意を払った役作りの賜物と言われている。だが、それだけに性格的には気難しい一面もあり、撮影現場で度々得意のバイオリンを演奏し、場を和ませることがあった一方で、赤い服を着ている人を見ると決まって激怒した、というエピソードも伝えられている。なお、1941年に契約上の問題からワーナーを離れたが、彼が演じる予定だったと言われる『ハイ・シェラ』のロイ・アール役を演じてスターになったのが、ハンフリー・ボガートである。

## 主な出演作品
| 公開年 | 邦題 原題                                       | 役名                   | 備考                                                        |
| ------ | ----------------------------------------------- | ---------------------- | ----------------------------------------------------------- |
| 1932   | 暗黒街の顔役 Scarface                           | トニー                 |                                                             |
| 1932   | 仮面の米国 I Am a Fugitive from a Chain Gang    | ジェームズ・アレン     |                                                             |
| 1934   | 彼の第六感 Hi, Nellie!                          | ブラッド               |                                                             |
| 1935   | 国境の町 Bordertown                             | ジョニー・ラミレス     |                                                             |
| 1935   | 黒地獄 Black Fury                               | ジョー                 |                                                             |
| 1936   | 科学者の道 The Story of Louis Pasteur           | ルイ・パスツール       | アカデミー主演男優賞 受賞 ヴェネツィア国際映画祭男優賞 受賞 |
| 1937   | 大地 The Good Earth                             | 王龍                   |                                                             |
| 1937   | ゾラの生涯 The Life of Emile Zola               | エミール・ゾラ         |                                                             |
| 1939   | 革命児ファレス Juarez                           | ベニート・フアレス     |                                                             |
| 1939   | 静かなる抵抗 We Are Not Alone                   | デヴィッド・ニューカム |                                                             |
| 1942   | 暁の勝利 Commandos Strike at Dawn               | エリック・トレセン     |                                                             |
| 1943   | ステージドア・キャンティーン Stage Door Canteen | 本人                   |                                                             |
| 1945   | 楽聖ショパン A Song to Remember                 | ユゼフ・エルスネル     |                                                             |

## その他
妻でイディッシュ女優のベラ・フィンケル (Bella Finkel) は、指揮者マイケル・ティルソン・トーマスの祖父でニューヨークのイディッシュ劇場の設立者ボリス・トマシェフスキー (Boris Thomashefsky) の妹エマ (Emma Finkel) の娘である。ベラの父である俳優のモイシェ・フィンケル (Moishe Finkel) は、別の男に走った妻エマを銃で撃って大怪我をさせると、その銃で自殺した。